# Deutsche Bank
Deutsche Bank è una banca tedesca, con sede a Francoforte sul Meno, in Germania, presso le Deutsche Bank Twin Towers. È uno dei principali gruppi bancari mondiali, con sedi in Europa, America, Asia e Pacifico.
Dal 2012 al 2015 è co-presieduta da Juergen Fitschen e Anshu Jain, dal 2015 all'inizio del 2018 dal britannico John Cryan, dall'aprile 2018 da Christian Sewing, tedesco e, con i suoi 47 anni, il più giovane amministratore delegato nei 150 anni di storia della banca. La nomina di Sewing rappresenta il terzo cambio in sei anni al vertice della banca dopo tre anni consecutivi di perdite. Dal maggio 2017 il maggiore azionista è un conglomerato cinese, HNA Group, con una partecipazione del 10% del capitale, ridotta all'inizio del 2018 al 7,9%.

## Storia

### Sotto il Regno di Prussia e l'Impero Germanico
Fino al 1870 gli importatori ed esportatori tedeschi dipendevano dagli istituti di credito inglesi e francesi, e ciò rappresentava uno svantaggio per loro in quanto gli effetti finanziari tedeschi erano quasi sconosciuti nel commercio internazionale e perciò malvisti e soggetti ad un tasso di sconto superiore a quello applicato agli effetti inglesi o francesi.
Nel 1869 Adelbert Delbrück aveva cercato inutilmente di convincere la Banca Mendelssohn a fondare "una grande banca per operare, soprattutto nel commercio d'oltremare, che ci renda indipendenti dall'Inghilterra". La sua idea trovò invece accoglienza presso il banchiere e politico Ludwig Bamberger, che aveva viaggiato molto e che fino a quel momento aveva dovuto gestire i suoi crediti sul Sudamerica e l'Estremo oriente sulla piazza di Londra: perciò il problema sollevato da Delbrück l'aveva provato personalmente.
La Deutsche Bank fu fondata perciò nel 1870 come banca specializzata nel commercio estero. L'istituto di credito fu autorizzato a costituirsi in forma di società per azioni: fino ad allora in Prussia c'era una sola altra banca per azioni, la A. Schaaffhausen'scher Bankverein. La sede dell'istituto dovette essere fissata a Berlino, non ultimo perché la fondazione della Banca "nasceva da intenzioni sinceramente patriottiche": al momento della fondazione la sede era in una casa in affitto in Französischen Straße 21, ma già dopo un anno la Banca si trasferiva in Burgstraße 29, nelle immediate vicinanze della Borsa.
Nei primi anni la organizzazione di una rete di agenzie era considerata un obiettivo secondario e le operazioni più importanti venivano seguite dalla sede berlinese. Dalla vocazione al commercio estero derivò che le prime filiali nazionali della Banca fossero aperte a Brema (1871) e Amburgo (1872): entrambi i porti, peraltro, non appartenevano inizialmente al territorio doganale tedesco. Successivamente fu incorporata la banca privata Dellbrück di Francoforte, ribattezzata nel 1886 Frankfurter Bankverein.
Ma soprattutto appariva necessario essere presenti in quello che era allora il maggior mercato finanziario del mondo, Londra. Così nel 1871 venne fondata nella capitale inglese la German Bank of London, di cui la Deutsche Bank  era socia accomandante per più del 40%. Nel 1873 fu aperta una vera filiale londinese della DB.
Nel 1872 furono aperte le succursali di Shanghai e Yokohama, ma dovettero esser chiuse nel 1875.
Nel 1882 la Deutsche Bank divenne socia accomandataria in società di Parigi e New York.
Dopo la crisi del 1873, la Deutsche Bank assorbì altre banche; in particolare nel 1876 incorporò la Deutsche Union-Bank, nel cui edificio all'angolo fra Behrensstraße e Mauerstraße trasferì la propria sede..
Negli anni successivi la Banca intervenne nei mercati d'oltremare attraverso la fondazione di banche consociate. Le pressioni del Ministero degli esteri ebbero un certo peso nella fondazione della Deutsche Ueberseeische Bank e nella partecipazione alla Deutsch-Asiatische Bank, ma il successo di queste società dimostrò che corrispondevano a una reale esigenza economica.
La Deutsche Überseeische Bank fu fondata nel 1886 per sfruttare i mercati sudamericani.
Nel 1889 fu la volta della Deutsch-Asiatische Bank, costituita da un consorzio di tredici banche. La nuova banca, con sede a Shanghai, doveva competere con la forte concorrenza britannica. La Deutsch-Asiatische Bank aprì sette filiali in Cina (fra cui Hong Kong e Tsingtao), due in Giappone (Yokohama e Kōbe), una a Singapore e una a Calcutta.
Al tempo della fondazione la Deutsche Bank era diretta da un Direttorio. Con la riforma del diritto societario del 1884 fu introdotta la distinzione di compiti, tuttora rispettata, fra Vorstand (Consiglio d'Amministrazione) e Aufsichtsrat (Consiglio di Vigilanza).
I maggiori investimenti all'estero effettuati nei primi decenni furono quelli nelle ferrovie: la Northern Pacific Railway negli Stati Uniti e la ferrovia di Baghdad nell'Impero ottomano (1888).
Nella costruzione della ferrovia anatolica la Deutsche Bank era coinvolta anche indirettamente, in quanto vi partecipavano industrie tedesche come la Philipp Holzmann (costruzione), Krupp (rotaie), Krauss & Co., J.A. Maffei (locomotive).
In Germania la Banca operò il collocamento delle obbligazioni delle acciaierie Krupp (1879) e seguì la quotazione alla Borsa di Berlino dell'industria chimica Bayer. Un'altra cliente fu la BASF.
La Deutsche Bank fu anche azionista di maggioranza della AEG e della Siemens & Halske, inoltre era azionista della Mannesmann.

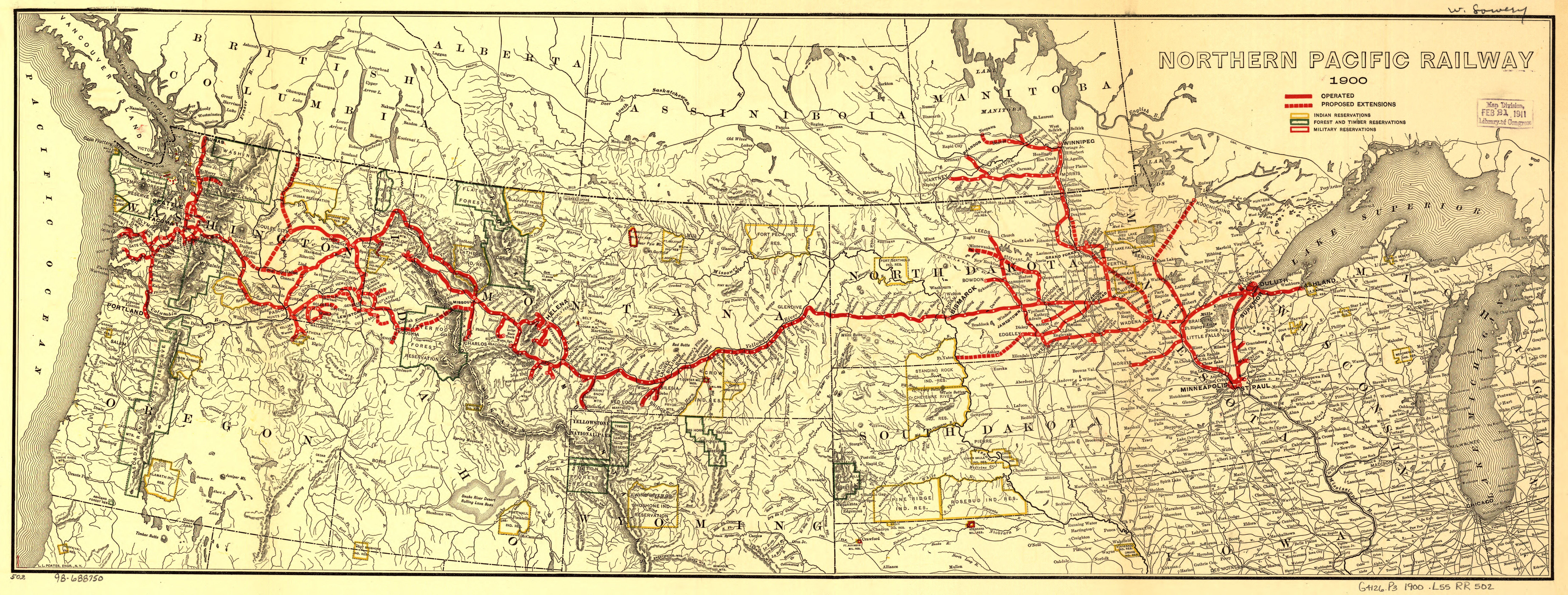
Tracciato della Northern Pacific Railroad

Negli anni Novanta dell'Ottocento la DB cambiò strategia: fino ad allora si era concentrata nel finanziamento del commercio estero, delle industrie e nell'emissione di banconote. Queste attività venivano svolte benissimo dalla sede centrale di Berlino. Ora era necessario aumentare i contatti in provincia per assicurare un'ulteriore crescita all'istituto. La Banca intrecciò alleanze con le grandi banche regionali, ottenendo in questo modo accesso alle principali regioni industriali tedesche. Fino ad allora c'erano solo le filiali di Brema, Amburgo e Francoforte. Il nuovo sviluppo cominciò con l'apertura delle agenzie di Monaco (1892), Dresda e Lipsia (1901), Norimberga (1905), Augusta (1906).
Il Banco Alemán Transatlántico si dimostrò essere il principale sostegno degli affari della Deutsche Bank. La struttura economica decentrata del Cile rese necessaria l'apertura di varie filiali: nel 1897 a Iquique e Santiago del Cile, poi a Concepción e Valdivia. In Argentina prima della prima Guerra mondiale furono aperte le agenzie di Bahía Blanca, Cordoba, San Miguel de Tucumán, Bell Ville, Mendoza e Rosario. Rapidamente la banca si diffuse in tutta l'America Latina: Messico (1902), Perù e Bolivia (1905), Uruguay (1906) e Brasile (nel 1911 San Paolo e Rio de Janeiro).
Nel 1903 la Deutsche Bank, la Wiener Bankverein e il regno di Romania conclusero un accordo con cui la banca tedesca si assicurava la maggioranza della compagnia petrolifera rumena Steaua Romana. Un anno dopo le attività petrolifere della DB furono riunite in una holding, la Deutsche Petroleum-Aktiengesellschaft (DPAG).

### La prima Guerra mondiale e la Repubblica di Weimar
A partire dal 1914 e durante la repubblica di Weimar la politica della Banca fu quella dell'espansione interna mediante l'incorporazione di molti istituti regionali.
Durante la prima guerra mondiale la Deutsche Bank partecipò alla costituzione della nuova compagnia cinematografica, la Universum-Film-Aktiengesellschaft (UFA), sorta come mezzo di propaganda militare.
La sconfitta tedesca dopo la prima guerra mondiale ebbe conseguenze anche sulla Deutsche Bank in molti sensi. Già all'inizio della guerra erano state chiuse le filiali nei paesi nemici, la più importante delle quali era quella di Londra. Poiché il commercio estero era uno dei punti di forza della banca, ciò significò non aver più accesso al mercato internazionale. Gli investimenti all'estero nelle ferrovie, petrolio e elettricità dovettero essere parzialmente abbandonati. Da allora in poi la Banca si dovette concentrare sul mercato interno.
Gli investimenti esteri della Germania erano impediti soprattutto dal peso delle riparazioni di guerra. Queste chiedevano troppo alla potenza economica tedesca: ne derivò il mancato adempimento delle direttive sulla Occupazione della Ruhr e la iperinflazione. La Deutsche Bank, come le altre Großbanken, non ebbe grossi danni: a perderci furono i piccoli risparmiatori, che avevano investito il loro denaro su libretti di risparmio e prestiti. A guadagnarci furono, invece, le industrie, che avevano potuto conservare i loro patrimoni in valori e valuta: prima della guerra la Deutsche Bank era ancora la più grossa impresa tedesca per capitale e riserve, mentre nel 1924 si classificò dopo otto imprese industriali.
Il primo dopoguerra fu un'epoca di insolvenze bancarie. Avendo già perso molte delle sue attività estere, la Deutsche Bank fu obbligata a vendere altre partecipazioni.
Negli anni successivi fra le imprese industriali si verificò una serie di fusioni, che le banche gestirono e la Deutsche Bank spesso promosse. Fusioni esemplari furono quelle che portarono alla costituzione della Vereinigte Stahlwerke e della I.G. Farben (1925). La Banca svolse un ruolo rilevante nella fusione fra Daimler e Benz nel 1926.
Inoltre si costituirono grandi industrie come Flick o Stinnes. Le fortune di queste ultime provenivano da profitti di guerra o dell'epoca dell'inflazione e perciò questi soggetti non avevano legami tradizionali con le banche.

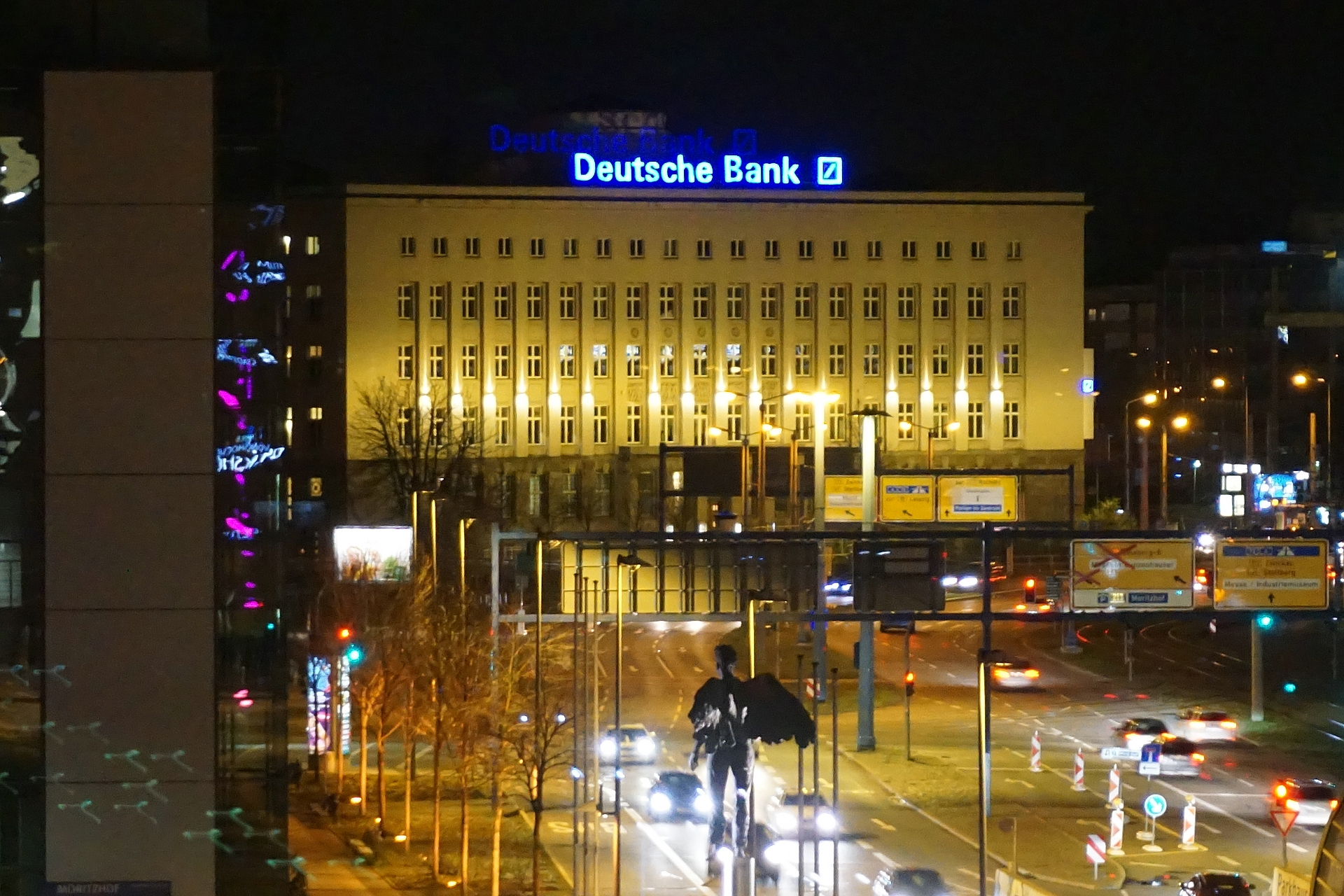
La filiale di Chemnitz, costruita fra il 1921 e il 1926

Il paesaggio bancario tedesco prima del 1929 vedeva sette Großbanken, che avevano però scarsa importanza internazionale. Le più importanti erano le quattro cosiddette „D-Banken“: Deutsche Bank, Disconto-Gesellschaft, Danat-Bank e Dresdner Bank.
Nel 1929 venne rapidamente operata la fusione con la storica rivale, la Disconto-Gesellschaft, in quella che prese il nome di Deutsche Bank und Disconto-Gesellschaft, che aveva 289 agenzie. La nuova banca nel linguaggio popolare divenne nota come "DeDiBank". Essa divenne la banca dominante in Germania e a livello internazionale divenne solamente un bel pezzo dietro alle principali concorrenti: le capoclassifica erano la National City Bank in New York, la Midland Bank, la Lloyds Bank, la Guaranty Trust, la Barclays Bank, la Westminster Bank e la National Provincial Bank.
Una delle ragioni della fusione fu il risparmio di costi, un'altra la tendenza alla concentrazione che si era avuta negli anni venti. La fusione avvenne al momento giusto per aiutare a fronteggiare la crisi mondiale emergente. Grazie al taglio dei costi la DeDiBank fu l'unica Großbank ad evitare il ricorso ad aiuti pubblici durante la crisi bancaria tedesca del 1931. Al contrario, lo Stato dovette rilevare il 90% del capitale sia della Dresdner Bank (che nel 1931 si era fusa con la Danat-Bank) che della Commerzbank.
Durante la crisi bancaria la DB incorporò addirittura alcune banche locali.
L'evoluzione della crisi, e in particolar modo la stretta creditizia, danneggiò gravemente la reputazione delle banche presso il pubblico. Molte imprese di medie dimensioni in quest'epoca dovettero chiudere per mancanza di liquidità, cosa che aggravò la disoccupazione. Tutto ciò rafforzò la critica al grande capitale sia da parte dei comunisti che dei nazionalsocialisti e portò alla radicalizzazione della politica. L'abbandono della politica deflattiva da parte del gabinetto von Papen – Schleicher nel 1932 non riuscì a fermare gli ulteriori sviluppi politici.

### Sotto il Terzo Reich

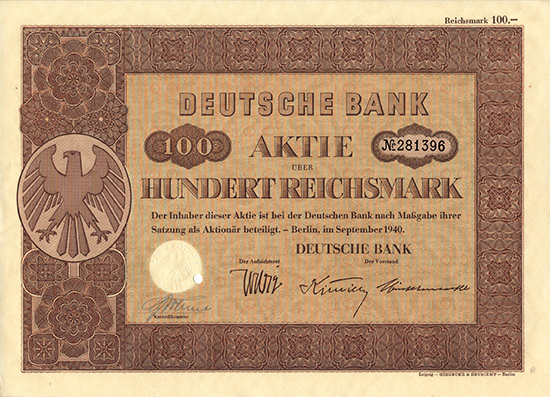
Azione della Deutsche Bank del 1940

Dopo l'ascesa del Nazismo nel 1933 la DeDiBank licenziò i tre consiglieri d'amministrazione ebrei. Inoltre, furono esercitate sulla Banca forti pressioni, interne ed esterne, contro i dipendenti non ariani.
Negli anni seguenti la Deutsche Bank prese parte all'"arianizzazione" dell'economia tedesca, ovvero alla confisca delle attività imprenditoriali di proprietà giudaica. Secondo gli storici, la DB fu coinvolta in 363 di queste confische, fra cui quella della banca Mendelssohn.
La DeDiBank svolse un ruolo importante nella gestione del debito estero tedesco durante la crisi degli anni trenta. Per evitare un'ulteriore fuga di capitali, si giunse a un accordo temporaneo con i creditori esteri con l'aiuto della Golddiskontbank (banca per il commercio estero). Furono dirigenti della DeDiBank a dirigere il comitato del debito tedesco, che annualmente negoziava per la continuazione dell'accordo.
Nel 1937 l'istituto di credito tornò a chiamarsi Deutsche Bank.
Durante la seconda guerra mondiale la Deutsche Bank fu incaricata di gestire la "Banca dell'Unione Boema" di Praga, con filiali nel Protettorato e in Slovacchia; la "Unione Bancaria" in Jugoslavia; la "Banca Albert de Barry" di Amsterdam; la Banca Nazionale di Grecia di Atene, il Creditanstalt di Vienna; la "Banca di credito Germano-Bulgara" in Bulgaria e la Banca Comercială Română di Bucarest.

### Sotto la Repubblica Federale

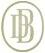
Logo della Deutsche Bank dalla metà degli anni trenta al 1974

Dopo la sconfitta tedesca nella seconda guerra mondiale le autorità d'occupazione alleate imposero nel 1948 che la Deutsche Bank fosse smembrata in dieci banche regionali.
Nel 1952 queste dieci banche furono riaccorpate in tre banche più grosse: la Norddeutsche Bank AG; la Süddeutsche Bank AG; e la Rheinisch-Westfälische Bank AG. Nel 1957, finalmente, queste tre banche furono riunite per formare la Deutsche Bank AG con sede a Francoforte.
Negli anni settanta la Banca tornò ad espandersi internazionalmente, aprendo uffici di rappresentanza a Milano (1977), Mosca, Londra, Parigi e Tokyo.
Negli anni ottanta la penetrazione nei mercati esteri divenne più profonda: nel 1986 fu acquisita la Banca d’America e d'Italia, fu la prima espansione significativa in un altro paese europeo. Nel 1989 venne compiuto il primo passo verso la creazione di un'importante presenza nel settore delle banche d'investimenti con l'acquisizione della banca d'affari inglese Morgan Grenfell.
Negli anni novanta le tendenze dei decenni precedenti proseguirono: fu acquisita la società americana Bankers Trust, mentre in Italia fu rilevata nel 1993 la Banca Popolare di Lecco e nel 1999 acquisì una quota di minoranza nella Cassa di Risparmio di Asti.
Nel 2001 la Deutsche Bank è stata quotata alla Borsa di New York. Negli anni successivi continuò la politica di acquisizioni in Europa: nell'ottobre 2009 rileva Sal. Oppenheim, la terza banca privata più antica della Germania (dopo Berenberg Bank e Metzler Bank) con sede a Colonia e 220 anni di storia. La banca, a conduzione familiare, è vicina al fallimento ed è acquisita al prezzo di 1 miliardo di euro. Nel 2010 è la volta di Deutsche Postbank.
A partire dal 2011 la banca si lancia in una serie di speculazioni, in particolare negli Stati Uniti, che avranno conseguenze negative sui suoi conti. Nel settembre del 2015 il Ceo John Cryan presenta al supervisory board, un piano di riorganizzazione che prevede il taglio di circa 23.000 posizioni a tempo indeterminato, circa il 25% del totale della forza lavoro. L'8 ottobre comunica alla stampa che prevede nel terzo trimestre 2015 accantonamenti al fondo contenziosi per 1,2 miliardi e svalutazioni straordinarie per 5.8 miliardi nel settore dei servizi bancari per le imprese (corporate banking), perché la banca ha adottato requisiti patrimoniali più stringenti in vista di innovazioni legislative in merito.
Dopo aver chiuso il 2017 in rosso per il terzo anno consecutivo, nell'aprile 2018 Cryan è costretto a lasciare prima del tempo l'incarico di Ceo a Christian Sewing il quale decide subito un forte riposizionamento dell'attività della banca, fortemente esposta sull'attività di trading: ridimensionamento delle attività internazionali, in particolare negli Stati Uniti, e maggiore attenzione alle attività di banca commerciale e asset management in Europa con una significativa riduzione del numero dei dipendenti nel 2018 in modo da contenere i costi sotto i 23 miliardi di euro.
Nell'estate 2018, dopo aver perso in un anno il 38% della capitalizzazione di Borsa scendendo a 20,2 miliardi di euro, Deutsche Bank esce dal principale indice europeo, l'Euro Stoxx 50, un paniere che raccoglie i primi cinquanta titoli.

#### Salta la fusione con Commerzbank
All'inizio del 2019 sono avviate le trattative per attuare il piano di cui si parla da tempo: fondere Deutsche Bank e Commerzbank, le due maggiori banche tedesche ed entrambe con problemi di scarsa redditività e crediti in sofferenza. Stando al progetto, sarebbe dovuto nascere un mega gruppo bancario da quasi 2.000 miliardi di attivi, secondo in Europa dopo Bnp Paribas, con 2.500 filiali, 845 miliardi di depositi e 141.000 dipendenti. Una fusione, con il governo tedesco indicato come grande sponsor dell'operazione in quanto ha in mano il 15% di Commerzbank, vista da molti come l'unione tra due giganti malati nella speranza che insieme si sarebbero sorretti l'un l'altro. Deutsche Bank ha accumulato tra il 2011 e il 2018 sei miliardi di perdite nette con in portafoglio derivati pari 14 volte il Pil tedesco e ha dovuto pagare sempre nello stesso periodo 14,5 miliardi di dollari di multe per essere stata coinvolta in una serie di scandali bancari. La capitalizzazione di Borsa registra un meno 16 miliardi per Deutsche Bank e un meno 10 miliardi per Commerzbank, anch'essa in difficoltà finanziarie.
Nel marzo 2019, la banca comunica un utile di 201 milioni a fronte di ricavi per 6.341 miliardi, con una flessione del 9% su base annua. Il ministro delle finanze tedesco, Olaf Scholtz, dà la fusione per cosa fatta, ma i principali azionisti la pensano diversamente e il 25 aprile 2019 l'annuncio con due comunicati separati: salta la fusione a causa principalmente del robusto aumento di capitale previsto di almeno 10 miliardi e dei 30.000 esuberi.

#### Ristrutturazione e licenziamenti
Domenica 7 luglio 2019 il board della banca vara un maxi-piano di ristrutturazione: taglio di 18.000 posti di lavoro entro il 2022 (un quinto del totale); ridimensionamento nell'investment banking con l'uscita dalle attività di vendita e intermediazione di titoli e dal reddito fisso (equivalente ad un taglio del 40% dell'attività di investment banking); creazione di una bad bank in cui raccogliere le attività in sofferenza (74 miliardi di euro, non tutti deteriorati). La ristrutturazione costerà 7,4 miliardi. "Un passo doloroso ma inevitabile. Deutsche Bank si reinventa", il commento dell'amministratore delegato Christian Sewing. Il piano scatta già all'indomani con i primi licenziamenti in Asia, Gran Bretagna e Stati Uniti. Lasciano il capo del retail, Franck Strauss, e il capo dell'investment banking, Gart Ritchie.
L'ingresso nel febbraio 2020 della società di investimento statunitense Capital Group con il 3,1% in Deutsche Bank è stato percepito sui mercati finanziari come un segnale positivo che la banca stia procedendo con la sua ristrutturazione.
Deutsche Bank Wealth Management lancia la distribuzione esclusiva del fondo di investimento europeo a lungo termine (ELTIF) di BlackRock in Germania. L'ELTIF (Fondo europeo di investimento a lungo termine) si concentra su argomenti considerati promettenti a lungo termine, come le infrastrutture digitali, le città intelligenti, la transizione energetica globale e le carenze di finanziamento del settore pubblico. L'ELTIF persegue quindi anche l'obiettivo di sostenere la futura crescita globale attraverso gli attuali investimenti in infrastrutture moderne. Questo segmento di mercato è interessante dal punto di vista degli investitori in quanto la resilienza degli asset infrastrutturali è stata riconfermata durante le turbolenze del mercato legate al Coronavirus.
Il 24 febbraio 2022 avviene l'invasione russa dell'Ucraina. DB annuncia l'11 marzo 2022 che era in procinto di chiudere la sua attività in Russia. All'Assemblea Generale del 2022, il Presidente del Consiglio di Sorveglianza, Paul Achleitner, è stato dimissionato dopo 10 anni in carica. Il suo successore è Alexander Wynaendts.
Il 31 maggio 2022, i pubblici ministeri e le autorità di regolamentazione finanziaria hanno perquisito i locali di Deutsche Bank e della sua controllata DWS Group con l'accusa di frode sugli investimenti. All'assemblea generale del 9 giugno 2022, il direttore Asoka Wöhrmann si è dimesso dal suo incarico. Stefan Hoops è diventato il nuovo CEO il 10 giugno 2022.
Il 24 marzo 2023, le azioni Deutsche Bank sono scese fino al 14,9% a 7,95 euro, tanto quanto nel marzo 2020 durante il crollo del mercato azionario nei primi giorni della pandemia di COVID. Il 24 marzo 2023, i prezzi dei credit default swap della banca utilizzati per coprire le insolvenze sulle obbligazioni dell'istituto di credito erano saliti alle stelle. È stato necessario pagare più di 200.000 euro per garantire un pacchetto di obbligazioni della Deutsche Bank da 10 milioni di euro invece dei 142.000 euro del 22 marzo 2023. Il cancelliere tedesco Olaf Scholz ha espresso la sua fiducia nella banca il 24 marzo 2023 e ha dichiarato: "Non c'è motivo di preoccuparsi di nulla".

## Dati economici
Nel 2017 la banca ha registrato ricavi per 26,44 miliardi di euro e una perdita di 735 milioni. Nel 2018 il fatturato è sceso a 24,79 miliardi di euro ed è ricomparso l'utile pari a 341 milioni.
Nel 2023, dopo 10 mesi consecutivi di utili, ha chiuso l'esercizio con un profitto di 5.7 miliardi di euro.

## Logo
Nel 1977 la banca ha creato il logo blu conosciuto in tutto il mondo "Slash in a square", progettato da Anton Stankowski. Un quadrato che simboleggia la sicurezza e il controllo dell'ambiente all'interno del quale c'è una barra che indica la crescita e lo sviluppo.

## Controversie giudiziarie
Nel 2009 due dirigenti italiani di Deutsche Bank e altri manager delle banche UBS, JPMorgan Chase e Depfa Bank, sono stati rinviati a giudizio in seguito ad un'inchiesta sui derivati al Comune di Milano con l'accusa di truffa aggravata. Dopo la condanna di primo grado, il 7 marzo 2014 la Corte d'appello di Milano ha assolto le quattro banche e tutti i manager perché “il fatto non sussiste”.

### Scandalo Libor
Il 23 aprile 2015, la Deutsche Bank, è stata multata per un importo di 2,5 miliardi di dollari per lo scandalo Libor. Libor, Euribor e Tibor, vengono utilizzati per fissare il costo dei prestiti fra banche i mutui delle case verso la clientela. La truffa ha portato alle dimissioni di molti dipendenti e al licenziamento dei sette responsabili: un direttore generale, quattro dirigenti e un vice presidente, tutti della sede di Londra, e un vicepresidente della sede di Francoforte. La FED aveva ricevuto una delazione fin dal 2007, ma oggi dice che l'aveva considerata una voce inattendibile. Malgrado queste denunce, anche i vertici della Deutsche Bank non ne sapevano nulla, anzi hanno affermato: Nessun membro del Consiglio di Gestione di Deutsche Bank, attuale o passato, è coinvolto o era a conoscenza della condotta inappropriata dei trader.
Il risarcimento totale di 2,5 miliardi include 600 milioni di dollari che Deutsche Bank è stata condannata a pagare al New York State Department of Financial Services, 800 milioni di dollari li pagherà alla Commodities Futures Trading Commission, 775 milioni di dollari li pagherà al Dipartimento di Giustizia USA e 340 milioni di dollari alla britannica Financial Conduct Authority.
In conseguenza della sanzione, il 26 aprile 2015 la banca ha annunciato un dimezzamento dell'utile annuale.

## Deutsche Bank in Italia
Per Deutsche Bank l'Italia rappresenta il primo mercato europeo, dopo la Germania. Dal 2008 al 2020 è stata guidata dal direttore territoriale Flavio Valeri, poi avvicendatosi con Roberto Parazzini.
Le prime attività di Deutsche Bank in Italia riguardano il collocamento di obbligazioni per il Governo italiano, diverse province, enti territoriali e società ferroviarie.
La prima collocazione risale al 1883 per il Comune di Roma con la conseguente quotazione presso la Borsa di Berlino.
Sette anni più tardi Deutsche Bank fonda, in partnership con il Berliner Handels Gesellschaft, il Consorzio di Garanzia e collocamento per il business italiano ed è tra i fondatori dell'Istituto di Credito Fondiario.
Nel 1894, affiancata da istituzioni finanziarie tedesche, austriache e svizzere, dà origine alla Banca Commerciale di Milano, operando attivamente fino al 1914.
Negli anni '60, la banca è protagonista come lead manager nella quotazione sia di FIAT che di Olivetti alla Banca di Francoforte e come co-manager nell'emissione di 15 milioni di dollari di Autostrade Concessioni e Costruzioni.
Nel 1977 apre a Milano il suo primo ufficio di rappresentanza che, due anni dopo, diventa la prima filiale italiana del Gruppo.
I due decenni successivi sono caratterizzati dall'acquisizione del 100% della Banca d’America e d’Italia, ceduta dalla Bank of America nel 1986 e della Banca Popolare di Lecco nel 1994, che – grazie a una continua crescita organica della banca negli anni - hanno portato il numero di sportelli oggi attivi sul territorio italiano a oltre 360.
Nel periodo tra il 1995 e il 1999 Deutsche Bank acquisisce Milano Mutui Spa, diventata poi la divisione Deutsche Bank Mutui, e Finanza & Futuro Banca, attuale rete dei promotori finanziari della Banca.
Nel 2002 nasce in Italia Dws Investments Italy Sgr a seguito dell'estensione del marchio Dws Investments, sotto il controllo di Deutsche Bank, a tutti i prodotti dedicati al risparmio gestito a livello europeo.
Negli anni successivi Finanza & Futuro Banca entra a far parte della divisione retail Private and Business Clients di Deutsche Bank e la sua divisione assicurativa, Finanza & Futuro Vita, cambia denominazione in Dws Vita Spa.
DWS Vita SpA viene poi venduta a Zurich Financial Services Group nel 2008.
Nel 2006 DWS Investments Italy cede ad Anima SGR SpA la gestione dei fondi d'investimento, stringendo inoltre una partnership attraverso la quale la Anima SGR ottiene l'autorizzazione alla distribuzione dei fondi Deutsche Bank.

### Sedi e struttura
La Direzione Generale di Deutsche Bank in Italia è situata a Milano in Piazza del Calendario (Bicocca). La banca possiede altre due sedi centrali: una a Milano in via Filippo Turati e una a Roma in Piazza SS. Apostoli.
Deutsche Bank in Italia opera attraverso quattro divisioni: la divisione retail denominata Private & Business Clients (PBC) che propone alla clientela privata e alle aziende di piccole e medie dimensioni un'offerta completa in termini di prodotti e servizi bancari; il Corporate Banking & Securities (CB&S) che offre servizi finanziari e di consulenza alle aziende di medie e grandi dimensioni, alle multinazionali, alle istituzioni finanziarie e alla pubblica amministrazione; il Global Transaction Banking (GTB) che opera attraverso l'offerta di prodotti e servizi di banca commerciale rivolti ad importanti clienti aziendali e istituzionali a livello globale; la divisione Asset e Wealth Management (Deutsche AWM) che offre una gamma completa di prodotti e servizi di risparmio gestito ad investitori istituzionali e individuali, oltre alla consulenza nella gestione dei grandi patrimoni.

### Deutsche Bank e l'arte
Deutsche Bank possiede una delle più ampie collezioni di arte contemporanea a livello aziendale al mondo, grazie a una raccolta di oltre 60.000 opere, denominata Deutsche Bank Collection, dislocate in 900 sedi espositive delle banca tra le quali Francoforte sul Meno, Londra, New York, Tokyo, Hong Kong e Milano.
A Milano la collezione è stata inaugurata nel 2007, oggi conta oltre 400 opere disposte nelle sedi di Milano (Bicocca e via Turati) e a Roma (SS. Apostoli). I poli di Milano aprono periodicamente al pubblico in occasione di eventi, visite guidate e incontri d'arte, come durante la manifestazione “Invito a Palazzo” promossa dal 2002 dall'Associazione Bancaria Italiana (ABI).
Nel 2012 Forbes ha inserito la Deutsche Bank Collection nelle migliori corporate collection al mondo, insieme a quelle delle banche JPMorgan Chase e UBS.

### La Fondazione Deutsche Bank in Italia
Nel 2013 a Milano nasce la Fondazione Deutsche Bank Italia, la prima fuori dai confini tedeschi.
Il primo progetto realizzato dalla Fondazione, sviluppato insieme alla Fondazione Cologni dei Mestieri d'Arte, è stato l'iniziativa culturale “La Regola del Talento”, che ha portato alla redazione di un volume da parte della casa editrice Marsilio Editori e della prima directory dedicati alle scuole d'arti e mestieri in Italia.
Le iniziative promosse dalla Fondazione rientrano nel più ampio impegno di Deutsche Bank in ottica di Corporate Responsibility (CR).

### Sponsorizzazioni, collaborazioni e convegni
Deutsche Bank promuove il territorio italiano grazie a partenariati in diversi ambiti. La banca è partner del Fondo Ambiente Italiano (FAI) con il quale sviluppa dal 2009 il progetto “Grandi Orchestre Sinfoniche Internazionali per Deutsche Bank a favore del FAI” con l'obiettivo di far esibire in Italia i principali ensemble del mondo della Comunità di Sant'Egidio; della Fondazione Cologni per i Mestieri d'Arte; della Fondazione con il Sud; della Fondazione Theodora Onlus e di altri.
La banca collabora anche con la Fondazione Banco Alimentare, a favore della quale il 2 luglio 2014 è stato emesso il primo social bond della banca in Italia per un ammontare complessivo di 20 milioni di euro, promuovendo lo sviluppo delle attività della Fondazione DB su tutto il territorio nazionale.
Deutsche Bank è anche partner della comunità di San Patrignano e dell'associazione italiana sindrome di Williams Onlus. A partire dalla stagione 2013-2014, Deutsche Bank è top sponsor e banca ufficiale della squadra di calcio FC Internazionale.
Nel 2013 è stata promotrice e organizzatrice, insieme ad Eni, della prima edizione in Italia della conferenza Women in Business & Society e, nel febbraio 2015, è stata main sponsor del 21º Congresso Assiom Forex, l'incontro annuale che vede coinvolti i principali operatori del mercato finanziario in Italia.